# Zona del perreo
«Zona del perreo» es una canción del cantante puertorriqueño Daddy Yankee, la cantante dominicana Natti Natasha y la cantante estadounidense Becky G, del séptimo y último álbum de estudio de Daddy Yankee, Legendaddy.
En esta canción Daddy Yankee incluye a las artistas para quienes coescribió y produjo los sencillos «Sin pijama» (2018) y «Ram pam pam» (2021).

## Composición
«Zona del perreo» es una canción contemporánea de reggaeton con las cantantes Natti Natasha y Becky G, para quienes Daddy Yankee coescribió y produjo sus sencillos «Sin pijama» en 2018 y «Ram pam pam» en 2021.

## Video musical
El video musical oficial fue uno de los videos que se estrenaron simultáneamente con el lanzamiento del álbum "Legendaddy" de Daddy Yankee. En el video se muestra una moto de carreras al principio y otros autos corren, mientras Daddy Yankee, Natti Natasha y Becky G cantan y bailan y las demás personas bailan perreando.

## Posicionamiento en listas
| Lista (2022)                        | Mejor posición |
| ----------------------------------- | -------------- |
| España (Promusicae)                 | 73             |
| EE. UU. Hot Latin Songs (Billboard) | 32             |